# Juan van Deventer
Pour les articles homonymes, voir van Deventer.
Juan van Deventer (né le 26 mars 1983) est un athlète sud-africain de demi-fond.

## Carrière

### Débuts
En 2003, van Deventer participe à des compétitions sur 800 mètres et 1 500 mètres. Le 31 janvier 2003, il réalise son meilleur temps sur 800 mètres lors d'une course à Potchefstroom (1 minutes, 47 secondes et 44 centièmes). Deux mois plus tard, il bat son record sur 1500 mètres lors d'un meeting à Roodepoort établissant un temps de 2 minutes, 19 secondes et 38 centièmes.
Il remporte la médaille de bronze lors de la finale du 1 500 mètres aux Championnats d'Afrique d'athlétisme 2008 derrière les deux kényans Haron Keitany et Gideon Gathimba. Le 22 juillet 2008, il bat le record d'Afrique du Sud sur 3 000 mètres lors de la réunion de Stockholm.

### Découverte aux Jeux Olympiques 2008
Van Deventer est sélectionné pour représenter l'Afrique du Sud lors des Jeux olympiques d'été de 2008. Pour sa première apparition aux J.O., il finit premier de sa série en 3 minutes, 36 secondes et 32 centièmes devant Arturo Casado. Il finit sixième de la première demi-finale et se qualifie grâce à son temps (3 minutes, 37 secondes et 75 centièmes) pour la finale durant laquelle il finit septième d'une course remporté par Rashid Ramzi qui sera dépossédé de sa médaille pour dopage. Juan montera à la sixième place du classement de cette finale.

### Continuité
En février 2010, il fait ses débuts en salle et bat le record d'Afrique du Sud du 1500 mètres en salle avec un temps de 3 minutes, 37 secondes et 25 centièmes. Lors des championnats du monde d'athlétisme en salle 2010, il finit sixième de la finale sur 1500 mètres.